# Solaris Urbino 12 electric
| Västerås |

| Braunschweig |

| Oberhausen |

| Düsseldorf |

| Krakau |

| Dresden |

| Berlin |

| Hannover |

| Hamburg |

| Frankfurt |

| Warschau |

| Paks |

| Västerås |

| Braunschweig |

| Oberhausen |

| Düsseldorf |

| Krakau |

| Dresden |

| Berlin |

| Hannover |

| Hamburg |

| Frankfurt |

| Warschau |

| Paks |

Beim Solaris Urbino 12 electric handelt es sich um einen zwölf Meter langen, rein elektrisch betriebenen Batterie-Linienbus in Niederflurbauweise des polnischen Nutzfahrzeugherstellers Solaris Bus & Coach mit elektrischer Ausstattung des deutschen Unternehmens Kiepe Electric. Konzeptionell entstammt das Fahrzeug der Linienbus-Baureihe Urbino.
Im Zuge verschiedener Förderprojekte für die Erprobung der Nutzung regenerativer Energien im öffentlichen Personennahverkehr wird das Fahrzeug ab 2014 bei mehreren Verkehrsunternehmen eingesetzt. Der erste Linieneinsatz eines Urbino 12 electric fand nach einführenden Testfahrten am 27. März 2014 in Braunschweig statt, zugleich ist dieses Fahrzeug nach einem 8,9 m langen und 2,4 m breiten Midibus für Klagenfurt der zweite verkaufte Urbino mit Batterieantrieb.
Zusammen mit dem Batterie-Midibus Urbino 8,9 LE electric und dem Batterie-Gelenkbus Urbino 18 electric bildet der Urbino 12 electric eine Produktpalette. Bereits 2012 wurde die Baureihe mit dem EBUS Award in der Kategorie Batteriebusse ausgezeichnet.
Ebenfalls über elektrischen Antrieb verfügen die Solaris-Oberleitungsbusse der Bauserien Trollino 12 (zweiachsiger Solowagen), Trollino 15 (dreiachsiger Solowagen) und Trollino 18 (Gelenkwagen).
Optisch nahezu identisch ist der Solaris Urbino electric mit dem tschechischen Batteriebus Škoda Perun, der ebenfalls mit einer Urbino-Karosserie, jedoch mit elektrischen Komponenten der Firma Škoda Electric ausgestattet ist.

## Technik und Ausstattung

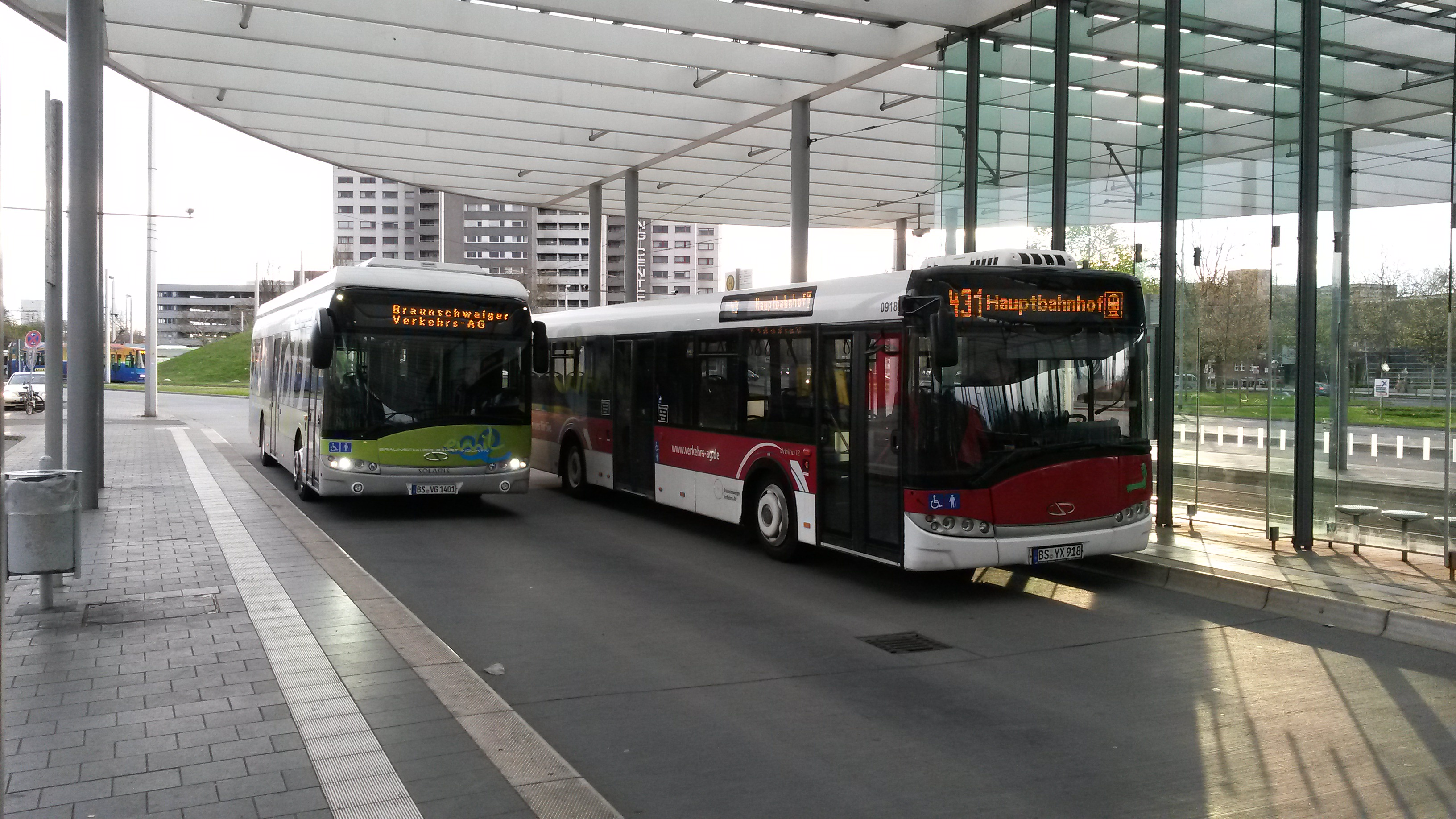
Urbino 12 electric (grün) und ein dieselbetriebener Urbino 12 (rot) am Braunschweiger Hauptbahnhof

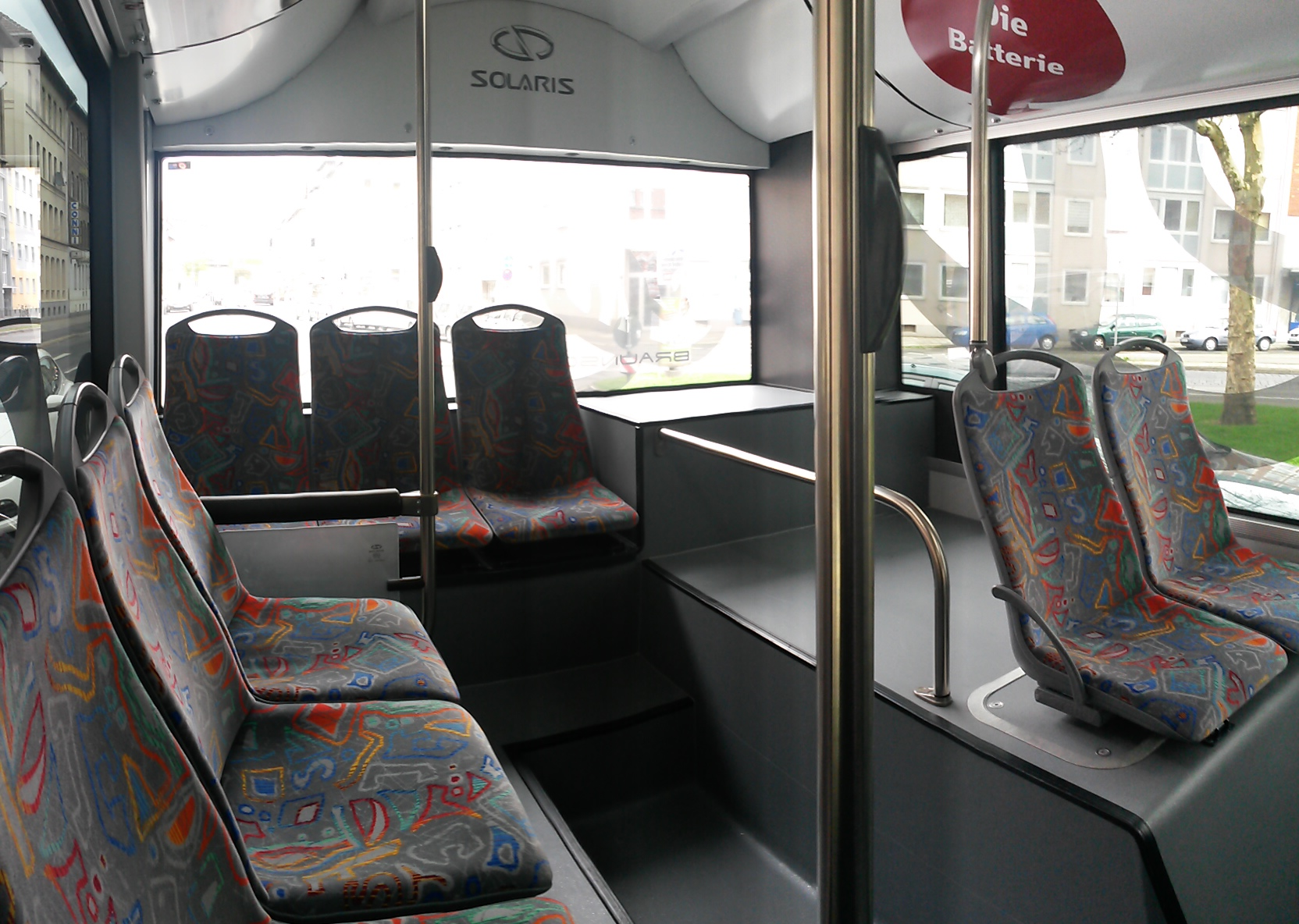
Lage der Lithium-Ionen-Batterie im Heckbereich neben der hintersten Sitzreihe

Es stehen verschiedene Ladesysteme zur Verfügung: Ein Plug-In-System für Wechselstrom, bei dem sich das Ladegerät im Fahrzeug befindet, ein Plug-In-System für Gleichstrom mit externem Ladesystem sowie ein berührungsloses Induktivladesystem über Platten im Fahrzeugboden. Zusätzlich kann der Batteriebus mit Stromabnehmern ausgestattet werden, sodass beispielsweise mit der elektrischen Infrastruktur von O-Bussen geladen werden kann. In diesem Fall erfolgt das An- und abbügeln vollautomatisch.
Der Antrieb erfolgt über zwei Asynchronmotoren an der Hinterachse. Sowohl Vorder- als auch Antriebsachse stammen in der Basiskonfiguration von ZF, ebenso das Servocom-8098-Lenksystem.
Im Heckbereich des Fahrzeugs sind die Traktionsbatterien untergebracht, wobei standardmäßig Lithium-Ionen-Batterien zum Einsatz kommen.
Gegenüber dem Urbino-Basismodel wurde bei der Karosserie aus rostfreiem Stahl zusätzliches Gewicht eingespart. Bei der Beblechung der Seitenwände kommen zudem Aluminiumpaneele zum Einsatz. Der Bus erreichte mit einer kompletten Ladung unter Testbedingungen eine Reichweite von 150 km.

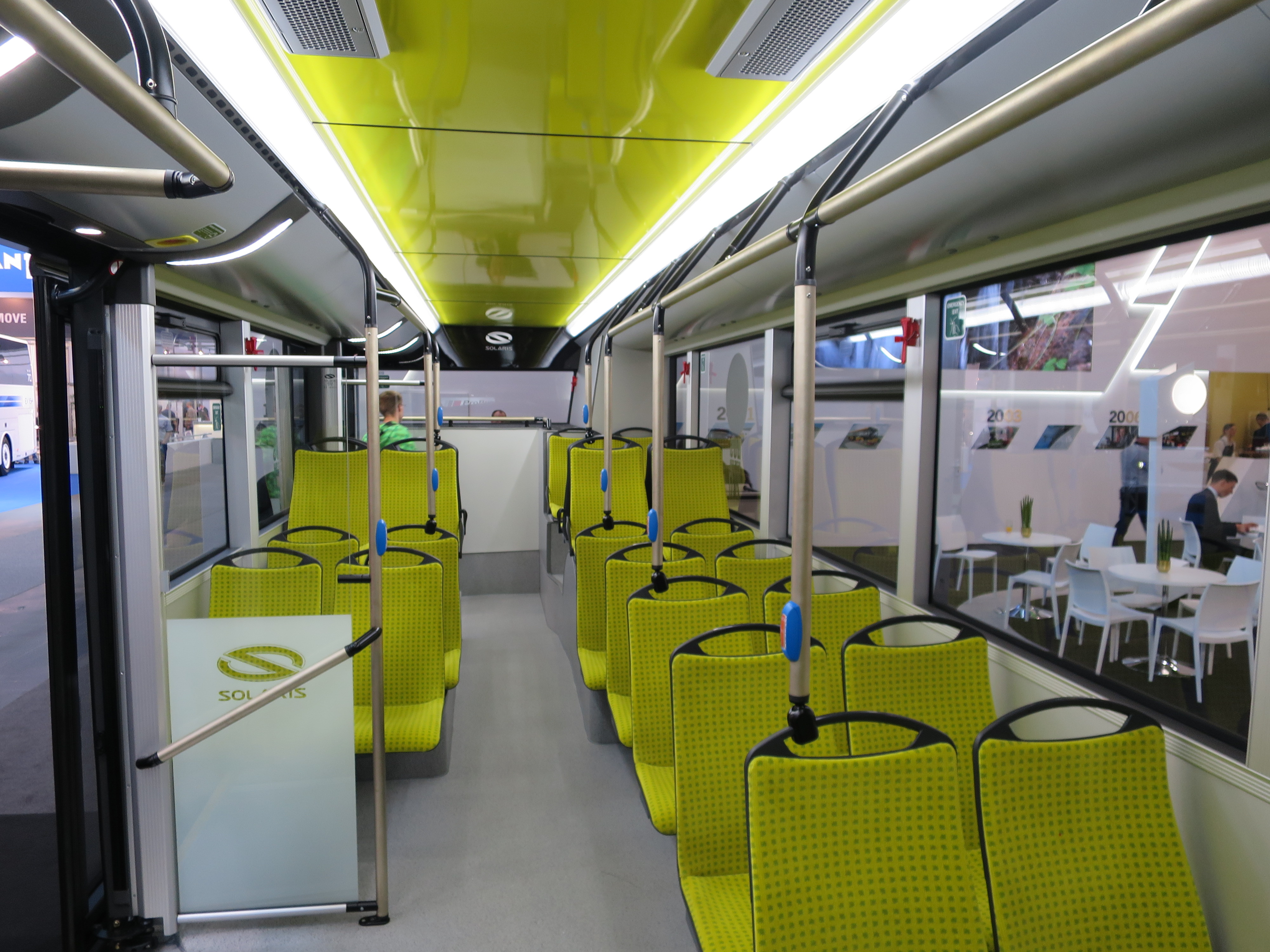
Inneneinrichtung eines Vorführwagens der aktuellen Urbino electric auf der IAA Nutzfahrzeuge 2016

Das Fahrzeug kann mit zwei oder drei Fahrgast-Doppeltüren geordert werden, wobei für den vorderen Einstieg auch eine Einzeltür verfügbar ist. An der zweiten Tür ist als Basiskonfiguration eine klappbare Rollstuhlrampe vorgesehen. Die Einstiegshöhen liegen bei den Doppeltüren zwischen 32 und 34 Zentimetern.
Für die Beleuchtung setzt Solaris fahrzeugübergreifend auf LED-Technik. Die Bedienelemente am Fahrerarbeitsplatz können optional durch mehrere Touchscreen-Monitore ersetzt werden, jedoch ist auch ein Cockpit mit normalen Anzeigen und Druckknöpfen erhältlich.
Mit den drei Fahrzeugen für die üstra Hannover wurde auch bei der Batteriebus-Version des Urbino die Modellpflege umgesetzt, was sich im deutlich kantigeren Außendesign zeigt.

## Einsatzorte
Neben mehreren Vorführwagen der Firma Solaris kommen an folgenden Orten Urbino-Elektrobusse zum Einsatz:

### Braunschweig

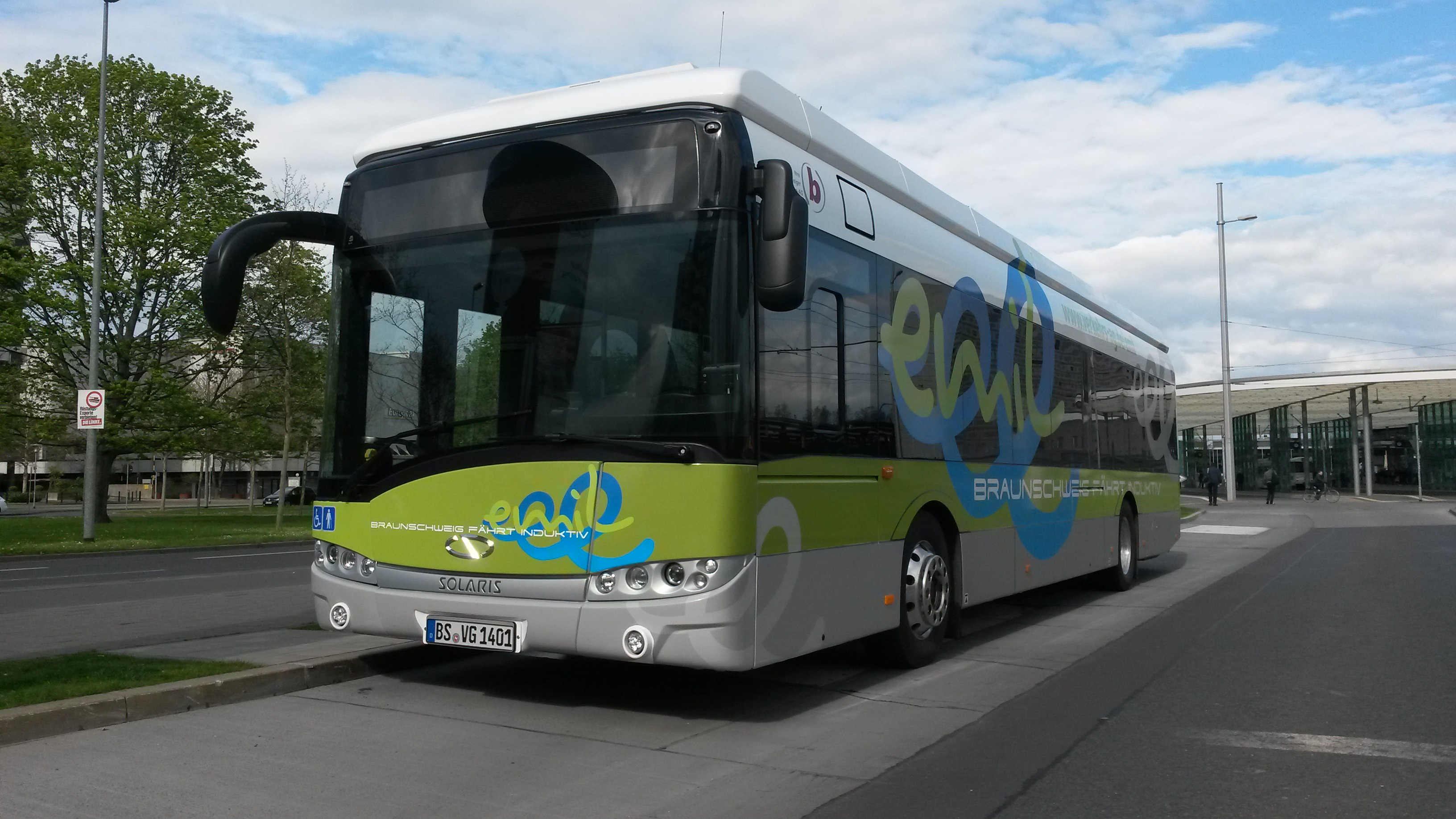
Elektrobus 1401 der Braunschweiger Verkehrs-GmbH in der Betriebshaltestelle Hauptbahnhof (weißes Induktivladefeld unter dem Bus erkennbar)

Seit dem 27. März 2014 wird im Zuge des Förderprojekts EMIL (Elektromobilität mittels induktiver Ladung) der erste Solaris Urbino 12 electric im niedersächsischen Braunschweig im Linienverkehr auf der stark frequentierten, rund 12 Kilometer langen Ringbuslinie 419 (Hauptbahnhof → Leonhardplatz → Jasperallee → Hamburger Straße → Rudolfplatz → John-F.-Kennedy-Platz → Hauptbahnhof) eingesetzt. Die Aufladung des Wagens erfolgt dabei berührungslos über elektromagnetische Induktionsladeplatten. Das an den Haltestellen und im Fahrzeug eingesetzte Induktivladesystem Primove stammt von der Firma Bombardier Transportation. Neben entsprechenden Ladestationen auf dem Betriebsgelände Lindenberg der Braunschweiger Verkehrs-GmbH befinden sich im Streckenverlauf der Ringlinie zwei Ladefelder in der Wendeschleife Hauptbahnhof und eine weitere Platte an der Unterwegshaltestelle Hamburger Straße. Die Nachladung erfolgt am Hauptbahnhof während der Pausenzeiten, an der Hamburger Straße wird während des Fahrgastwechsels für rund 30 Sekunden nachgeladen. Das zweitürige Fahrzeug wurde mit der Nummer 1401 in den Fuhrpark eingereiht und erhielt eine von der weiß-rot gehaltenen Dieselbusflotte abweichende Außengestaltung in weiß mit grün umlaufender Banderole.
Der Elektrobus der Braunschweiger Verkehrs-GmbH hatte werktags zunächst zwei, ab dem 14. April drei feste, vom Standardtakt der Linie abweichende Fahrplanumläufe, die gesondert ausgewiesen sind. Über den restlichen Tag wird der Wagen freizügig als Beiwagen zum bestehenden Dieselbusverkehr auf der gegen den Uhrzeigersinn verlaufenden Ringlinie eingesetzt. Die in Gegenrichtung verlaufende Linie 429 (Hauptbahnhof → John-F.-Kennedy-Platz → Rudolfplatz → Hamburger Straße → Jasperallee → Leonhardplatz → Hauptbahnhof) wurde vorerst ausschließlich mit Dieselfahrzeugen weiterbedient. Inzwischen kommen auch hier Batteriebusse zum Einsatz.
Ende 2014 wurden in Braunschweig zudem die ersten rein elektrisch betriebenen Gelenkbusse vom Typ Solaris Urbino 18 electric ausgeliefert, womit die Verkehrs-GmbH auch bei den Batterie-Gelenkwagen Erstkunde war.

### Krakau
Die Städtischen Verkehrsbetriebe Krakau setzten ab April 2014 einen gepachteten Solaris Urbino 12 electric testweise auf der Linie 154 ein, die von der Haltestelle Hauptbahnhof Ostseite nach Prądnik Biały führt. Die Ladung des Busses erfolgt nachts im Depot und reicht laut Solaris für den ganztägigen Betrieb des Wagens aus. Das Fahrzeug ist mit 210-kWh-Batterien und einem Ladegerät mit einer Leistung von 100 kW ausgestattet.
Anhand des Ergebnisses des Dauertests soll bei der MPK Kraków eine Entscheidung über den Kauf einer größeren Zahl von Elektrobussen getroffen werden.

### Düsseldorf
Zwei weitere Urbino 12 electric wurden im 26. September 2014 der Rheinbahn AG in Düsseldorf übergeben, die Betriebsaufnahme erfolgte drei Tage später am 29. September. Der Stückpreis für die beschafften Fahrzeuge lag bei 700.000 Euro. Bei einem der beiden Rheinbahn-Batteriebusse handelt es sich um den 10.000. gefertigten Solaris. Die beiden Wagen, die als Nummer 9071 und 9072 eingereiht wurden und dem Betriebshof Benrath zugewiesen sind, werden mittels Plug-In-Ladeverfahren mit Strom versorgt. Für eine komplette Ladung muss der Wagen vier bis sechs Stunden an der Steckdose bleiben. Mit einer voll geladenen Batterie kann der Wagen rund 150 Kilometer ohne weitere Nachladung zurücklegen.
Die Lithium-Ionen-Batterien mit 210 Kilowattstunden und 660 Volt Nennspannung sind im Heck des Fahrzeugs untergebracht, an der Stelle, wo sich bei einem Diesel-Urbino der Motorturm befindet. Der 160 kW leistende Asynchron-Elektromotor befindet sich unter einem Podest im Bereich der Hinterachse, während die Leistungselektronik in Dachcontainern untergebracht wurde.
Eingesetzt werden die Wagen auf den Rundlinien 778 / 779 (S-Bahnhof Benrath ↔ S-Bahnhof Garath ↔ S-Bahnhof Benrath), wofür am gemeinsamen Endpunkt in Benrath eigens eine entsprechende Ladestation eingerichtet wurde.

### Västerås
Für den Einsatz in der schwedischen Gemeinde Västerås wurde bei Solaris ein Batteriebus mit Plug-in-Ladesystem geordert. Es wird eine mehrmodulige Batterie mit einer Kapazität 160 kWh installiert, wobei die Module sowohl im Heck als auch auf dem Dach des Wagens ihren Platz finden, um eine günstigere Gewichtsverteilung zu erhalten. Im Fahrzeug ist eine Gasheizung verbaut, die von zwei Druckgasflaschen auf dem Fahrzeugdach gespeist wird. Durch diese Maßnahme soll die Batterie beim Heizen entlastet werden.

### Dresden
Wie die Dresdner Verkehrsbetriebe (DVB) im Juli 2014 bekannt gaben, wird ab dem Jahr 2015 ein elektrisch betriebener Solaris Urbino 12 die durch die Flut 2002 in Dresden zerstörte Straßenbahnverbindung von Mickten nach Übigau bedienen, die bis dahin als Linie 79 von kleineren Bussen der Verkehrsbetriebe befahren wurde. Um die Aufladung des Busses zu sichern, erhielt dieser am Endpunkt Mickten auf dem Dreyßigplatz ein kleines Stück eigene Oberleitung, wo er während der Standzeiten über einen fünfpoligen Dachstromabnehmer seine Akkus laden kann. Nachts erfolgt die Aufladung über ein Ladegerät auf dem Betriebshof Trachenberge.
Das Fahrzeug, ein dreitüriger Urbino 12 electric, ist in der Unternehmensfarbe Gelb lackiert und trägt in Form eines stilisierten Akkus mit Protonen und Elektronen großflächige Werbung für das Projekt, das als „DVB Stromlinie“ vermarktet wird. Die Leistung des Elektromotors beträgt 160 Kilowatt, die Speicherkapazität der Lithium-Ionen-Batterie 200 Kilowattstunden. Das Fahrzeug kostete rund 400.000 Euro, wovon rund ein Drittel von Bund und Land gefördert wurden. Die Kosten für den Aufbau der Ladeinfrastruktur beliefen sich auf etwa 200.000 Euro und wurden etwa zur Hälfte finanziell gefördert.
Die „Stromlinie 79“ war Teil des Bundesprogramms „Schaufenster Elektromobilität“ und wurde von der Technischen Universität Dresden wissenschaftlich begleitet.

### Warschau

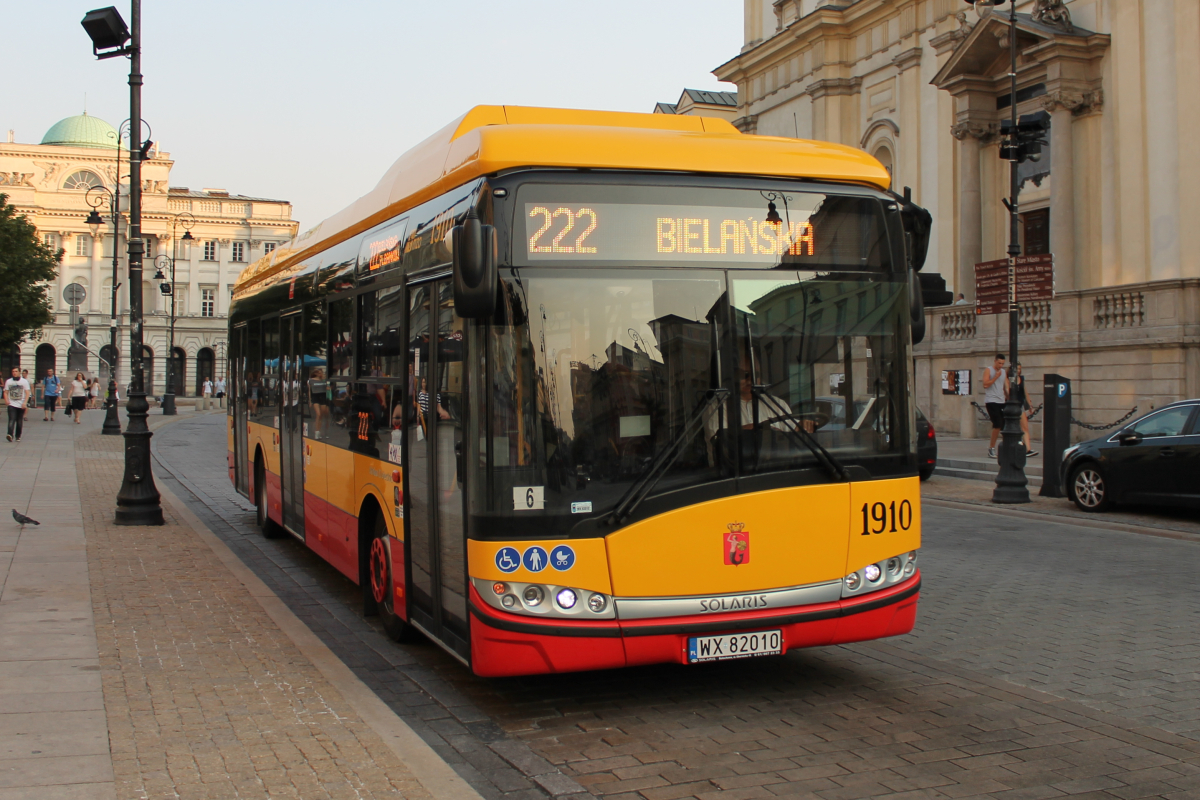
MZK Wagen 1910 im Einsatz auf Linie 222 in der Ulica Krakowskie Przedmieście

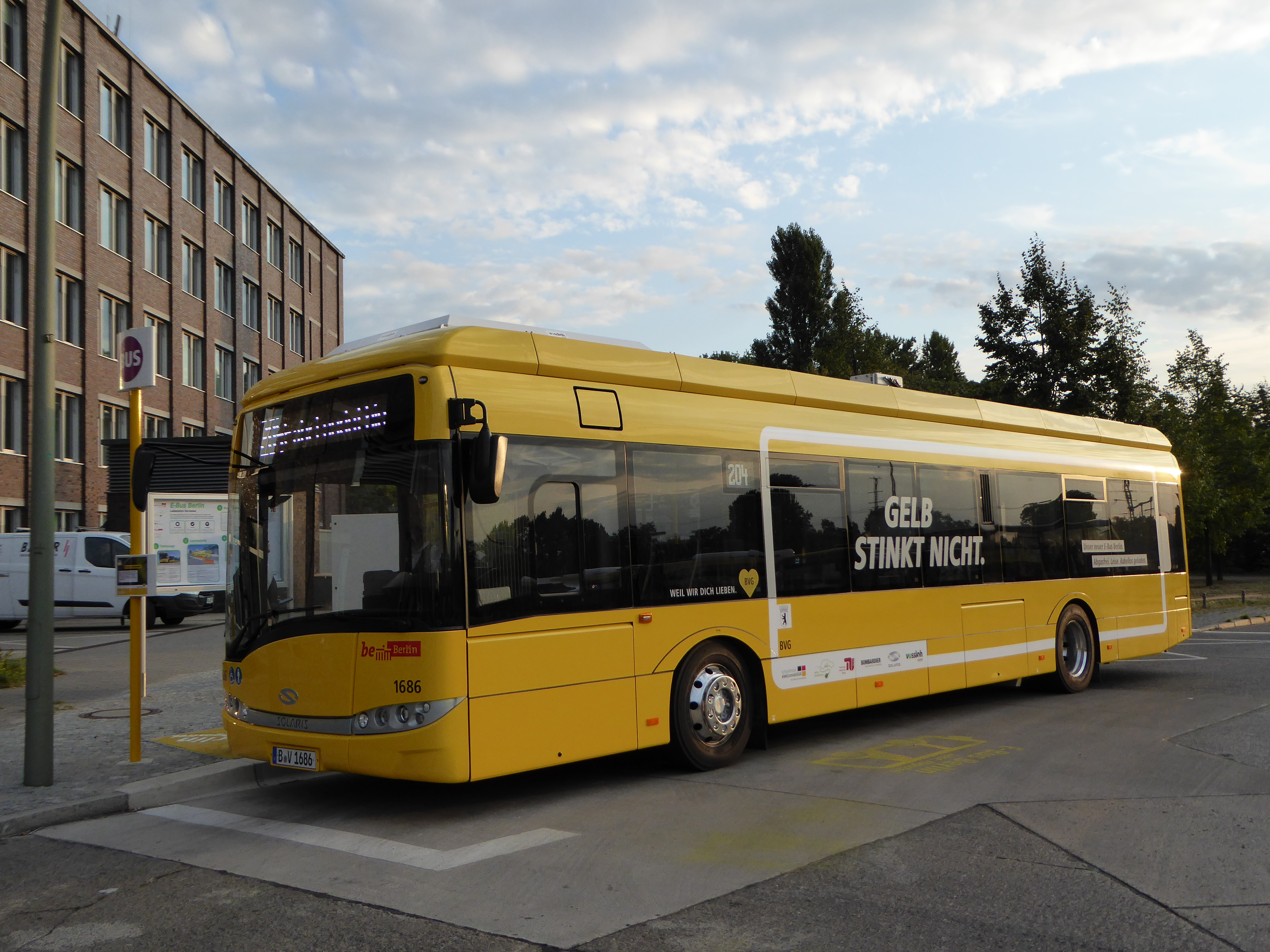
BVG-Wagen 1686 auf der Induktionsladestation an der nördlichen Endstelle Hertzallee

Mit der Inbetriebnahme von insgesamt zehn Fahrzeugen verfügt die MZK Warszawa seit dem Frühjahr 2015 über die damals größte Flotte an Urbino 12 electric.

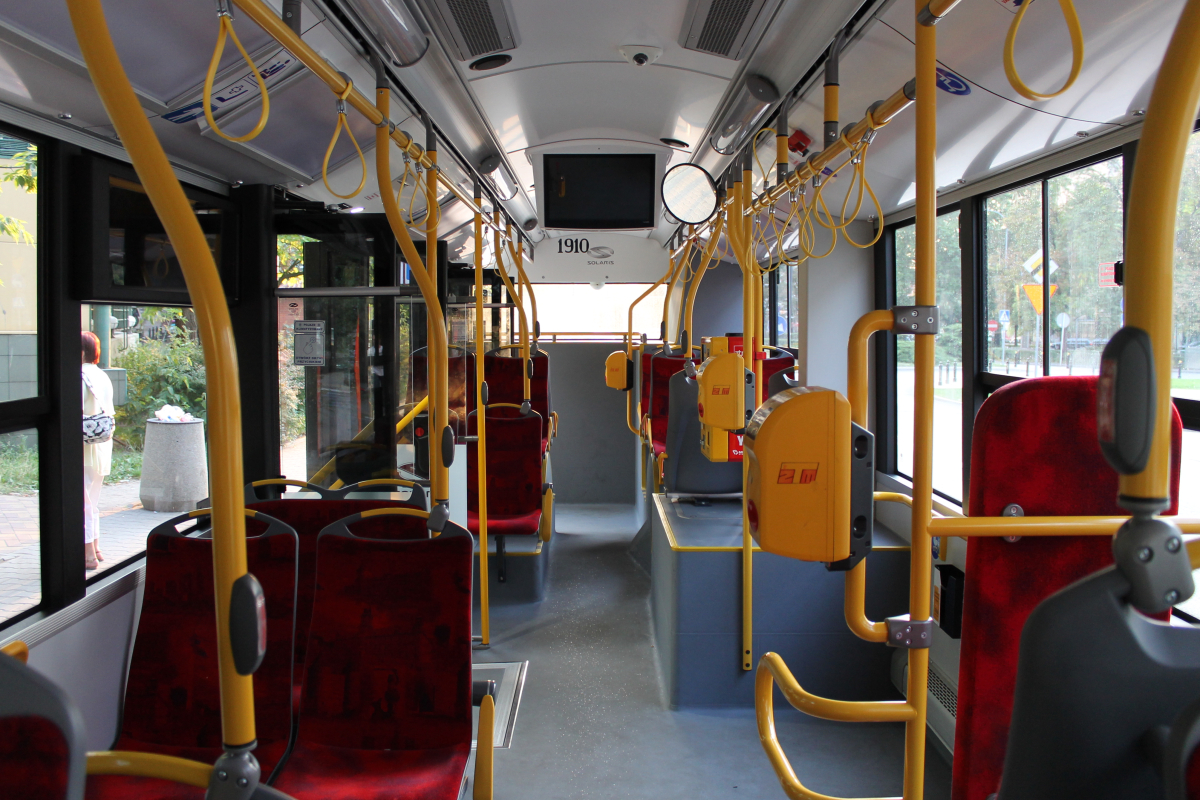
Fahrgastraum der MZK-Batteriebusse

Die dreitürigen Linienbusse, die mittels Plug-In-Ladeverfahren mit Strom versorgt werden, sind unter den Nummern 1901–1910 in den Fuhrpark eingereiht und kommen vorwiegend auf der Warschauer Buslinie 222 (Spartańska – Bielańska) zum Einsatz.
Die Anschaffungskosten beliefen sich laut MZK auf rund 22 Millionen Złoty, die sich jedoch durch die niedrigeren Betriebskosten rechnen würden. Für eine Fahrt von einem Kilometer benötigt der Urbino 12 electric rund 1,35 kWh. Die Aufladung der Batterien erfolgt über Nacht im Depot oder zwischen den Linienfahrten per Kabel. Bis 2020 möchte man in der polnischen Hauptstadt rund 130 elektrische Busse einsetzen.

### Berlin
Im Sommer 2015 wurde in Berlin die Buslinie 204 (Bahnhof Zoologischer Garten ↔ U-Bahnhof Kurfürstendamm ↔ U-Bahnhof Kleistpark ↔ Bahnhof Südkreuz) für den Einsatz von Elektrobussen mit dem Primove-Induktivladesystem ausgestattet. Dafür entstanden an den beiden Endhaltestellen der 6,1 Kilometer langen Linie in der Aufstellanlage Hertzallee nördlich des Bahnhofs Zoo und auf dem Hildegard-Knef-Platz westlich des Bahnhofs Südkreuz entsprechende Ladestationen.

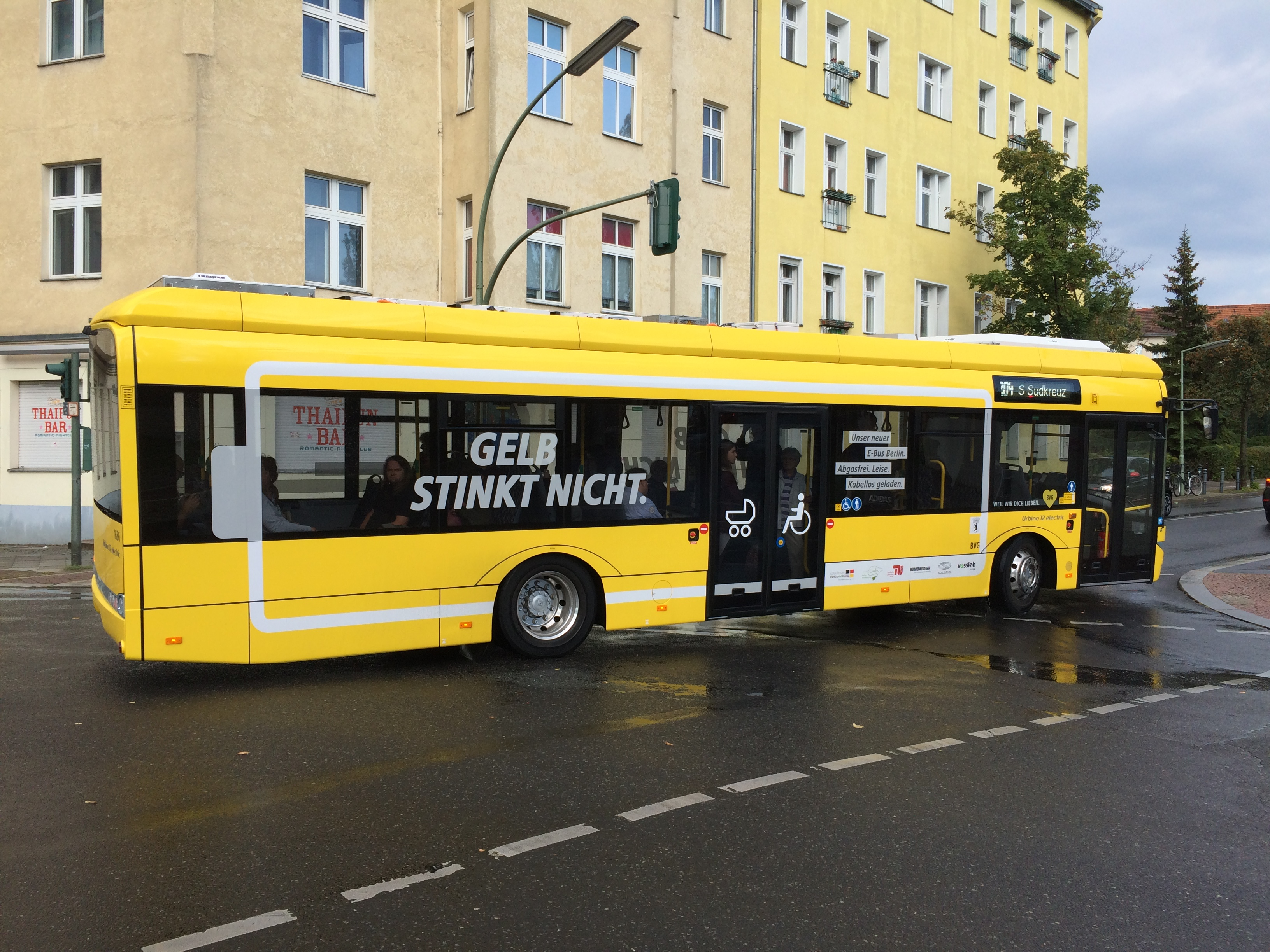
Seitenansicht des zweitürigen Solaris Urbino 12 electric auf der BVG-Buslinie 204 in Berlin-Schöneberg

Von Solaris, Kiepe und Bombardier wurden für das Projekt vier entsprechend ausgestattete Urbino 12 electric an die Berliner Verkehrsbetriebe (BVG) geliefert, die am 1. Juli 2015 auf dem BVG-Betriebshof Indira-Gandhi-Straße der Öffentlichkeit vorgestellt wurden. Die im gelben Design der BVG gehaltenen zweitürigen Wagen, die für eine Höchstgeschwindigkeit von 65 km/h ausgelegt waren, hatten 34 Sitz- und 40 Stehplätze und waren mit den Nummern 1685–1688 in den Fuhrpark eingereiht. Der Elektromotor der Fahrzeuge leistete 160 kW, die nötige Energie wurde in einer 90-kWh-Batterie gespeichert, die sich auf dem Dach befanden.
Im Oktober 2019 wurden die vier Fahrzeuge ausgemustert, und die Linie 204 wird seitdem wieder mit Dieselbussen betrieben. 
Von 2019 bis 2020 wurden von der BVG insgesamt 106 Solaris Urbino 12 Electric beschafft, welche im Gegensatz zu ihren Vorgängern auf dem Betriebshof Mittels Gleichstrom aufgeladen werden. Auch sie sind auf dem Betriebshof Indira-Gandhi Straße beheimatet, wobei ab Februar 2023 60 Busse des Typs auf die Betriebshöfe Britz und Cicerostraße wechseln sollen.

### Oberhausen

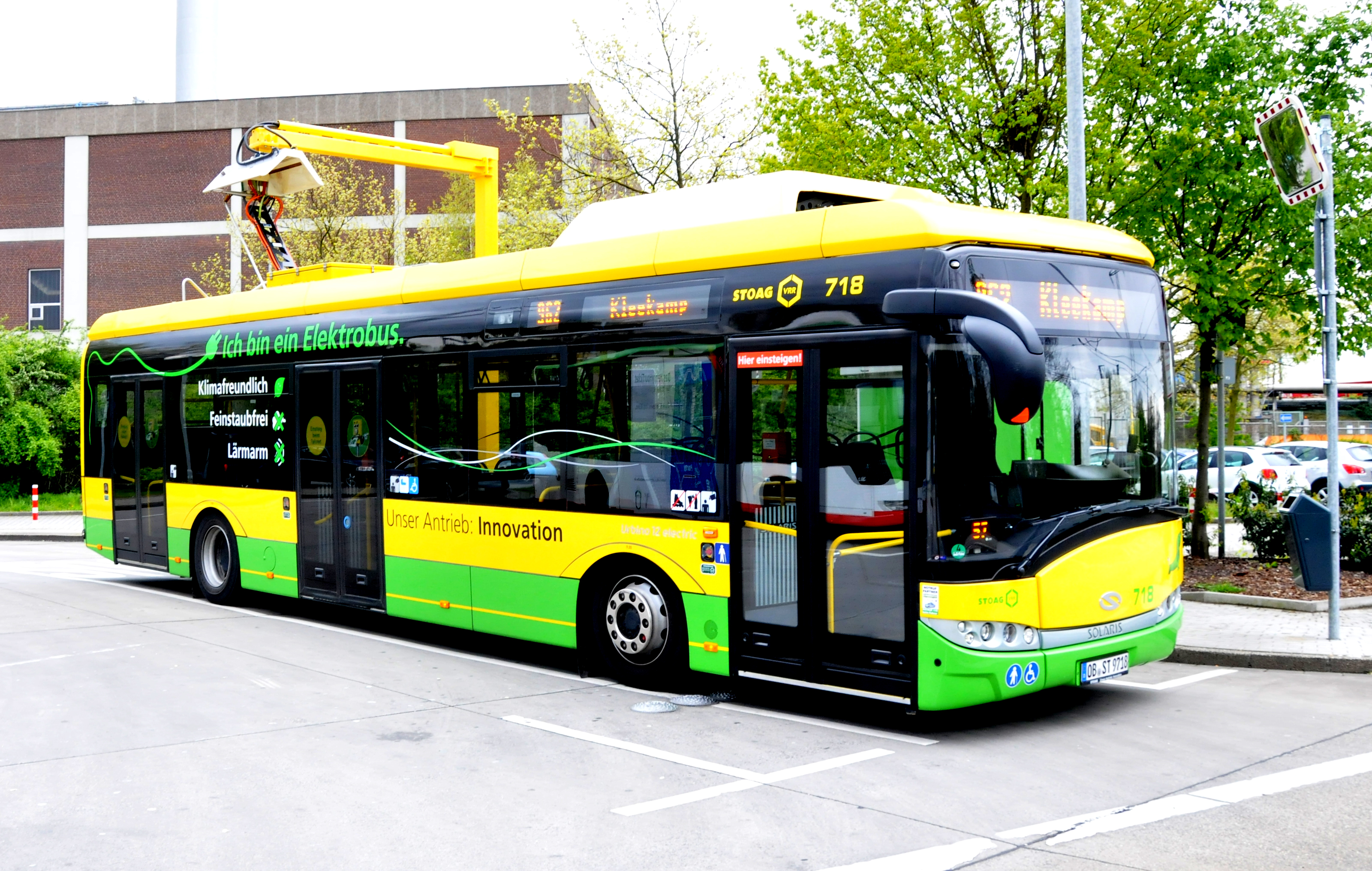
Ein Solaris Urbino 12 electric der STOAG-Buslinie 962 in Oberhausen

Mit dem Fahrplanwechsel am 4. Oktober 2015 gingen bei der STOAG zwei rein elektrisch betriebene Busse auf Linie. Das von VRR und STOAG gemeinsam realisierte Projekt, bei dem die vorhandene Gleichspannungsinfrastruktur der ÖPNV-Trasse Oberhausen zur Schnellladung von Elektrobussen genutzt wird, ging in die letzte Phase. Die Ladesäulen, die die Batterien der Busse mit Strom versorgen, wurden Ende Juli 2015 am Bahnhof Sterkrade und am Neumarkt fertiggestellt. Während am Bahnhof die Energie von der Straßenbahn-Oberleitung abgegriffen wird, stammt der Ladestrom für die Station am Neumarkt direkt aus dem dortigen Unterwerk.
Die zwei Urbino 12 Electric werden auf der Linie 962 (Sterkrade Bahnhof ↔ Alsfeld ↔ Königshardt ↔ Kleekamp) mit einer Umlauflänge von 15,6 km und der Linie 966 (Neumarkt/Sterkrade Bahnhof ↔ Schloss Oberhausen ↔ Oberhausen Hauptbahnhof) mit einer Linienlänge von 13,3 km zum Einsatz kommen. Auf beiden Strecken erfolgt die Bedienung im 60-Minuten-Takt, sodass jeweils nur ein Fahrzeug benötigt wird. Nach jedem Umlauf wird die Batterie der E-Busse an der Endhaltestelle innerhalb von zehn Minuten geladen.
Die beiden Elektrofahrzeuge der Firma Solaris kamen am 5. August 2015 mit dem Tieflader auf dem Betriebshof der Stadtwerke an. Die Ladung der Busse erfolgt in Oberhausen über Schunk-Pantographen auf dem Dach. Gespeichert wird die Energie in einer aus fünf Modulen bestehenden Traktionsbatterie des Herstellers Impact mit einer Gesamtkapazität von 200 kWh. Als Umformer dient ein MEDCOM-Traktionswechselrichter mit 600 V Gleichstrom. Für den Antrieb sorgen zwei Asynchronmotoren mit jeweils 110 kW, die an einer AVE-Hinterachse von ZF installiert sind. Die rund 18 Tonnen schweren Busse können eine Höchstgeschwindigkeit von 75 km/h erreichen und verfügen über 42 Steh- und 28 Sitzplätze, darunter vier Klappsitze.

### Hannover
Im niedersächsischen Hannover wurden von der üstra drei Urbino 12 electric für den Einsatz auf der als Erlebnislinie vermarkteten Ringlinie 100 / 200 (August-Holweg-Platz ↔ Lindener Marktplatz ↔ Glocksee ↔ Königsworther Platz ↔ Vahrenwalder Platz ↔ Lister Platz ↔ Kröpcke ↔ Aegidientorplatz ↔ August-Holweg-Platz) angeschafft, die auf rund 16 Kilometern mit 42 Haltestellen die Sehenswürdigkeiten der Landeshauptstadt untereinander verbindet.
Der Antrieb der Fahrzeuge erfolgt über zwei radnabennahe Elektromotoren mit je 60 kW Dauerleistung an der ZF-Hinterachse, die von Lithiumtitanat-Akkumulatoren mit einer Kapazität von 120 kWh mit Strom versorgt werden. Um den ganztägigen Betrieb ohne Aufenthalt im Depot zu ermöglichen, sind die Wagen mit einem Dach-Ladesystem ausgestattet. Die Stromzufuhr erfolgt über einen auf dem Dach der Fahrzeuge installierten 4- bzw. 5-poligen Schunk-Pantographen. Das Aufladen für eine Runde im Linienbetrieb erfolgt je nach Jahreszeit in vier bis sechs Minuten an der Endhaltestelle August-Holweg-Platz, wo 2014/2015 die notwendige Infrastruktur in Form eines externen 450-kW-Ladegeräts entstand. Eine Vollladung kann in rund 18 Minuten durchgeführt werden. Der über den Halteplatz des Busses ragende Mast mit Aufnahme für den Dachstromabnehmer wird dabei in ein neu zu bauendes Haltestellenhäuschen integriert. Die notwendige Energie für die Ladestation wird über die Fahrstromversorgung der Stadtbahn sichergestellt. In die Umgestaltung der Haltestellenanlage werden rund 400.000 Euro investiert. Nachts wird auf dem Betriebshof über einen Plug-in-Anschluss geladen.
Die drei zwölf Meter langen Elektrobusse wurden im neuen Urbino-Design ausgeliefert, das auf der InnoTrans 2014 in Berlin vorgestellt wurde. Der Fahrgastwechsel kann über drei Doppeltüren erfolgen. Insgesamt finden im Wagen rund 40 stehende und 29 sitzende Fahrgäste Platz. Die Inbetriebnahme erfolgte am 5. April 2016.

### Hamburg

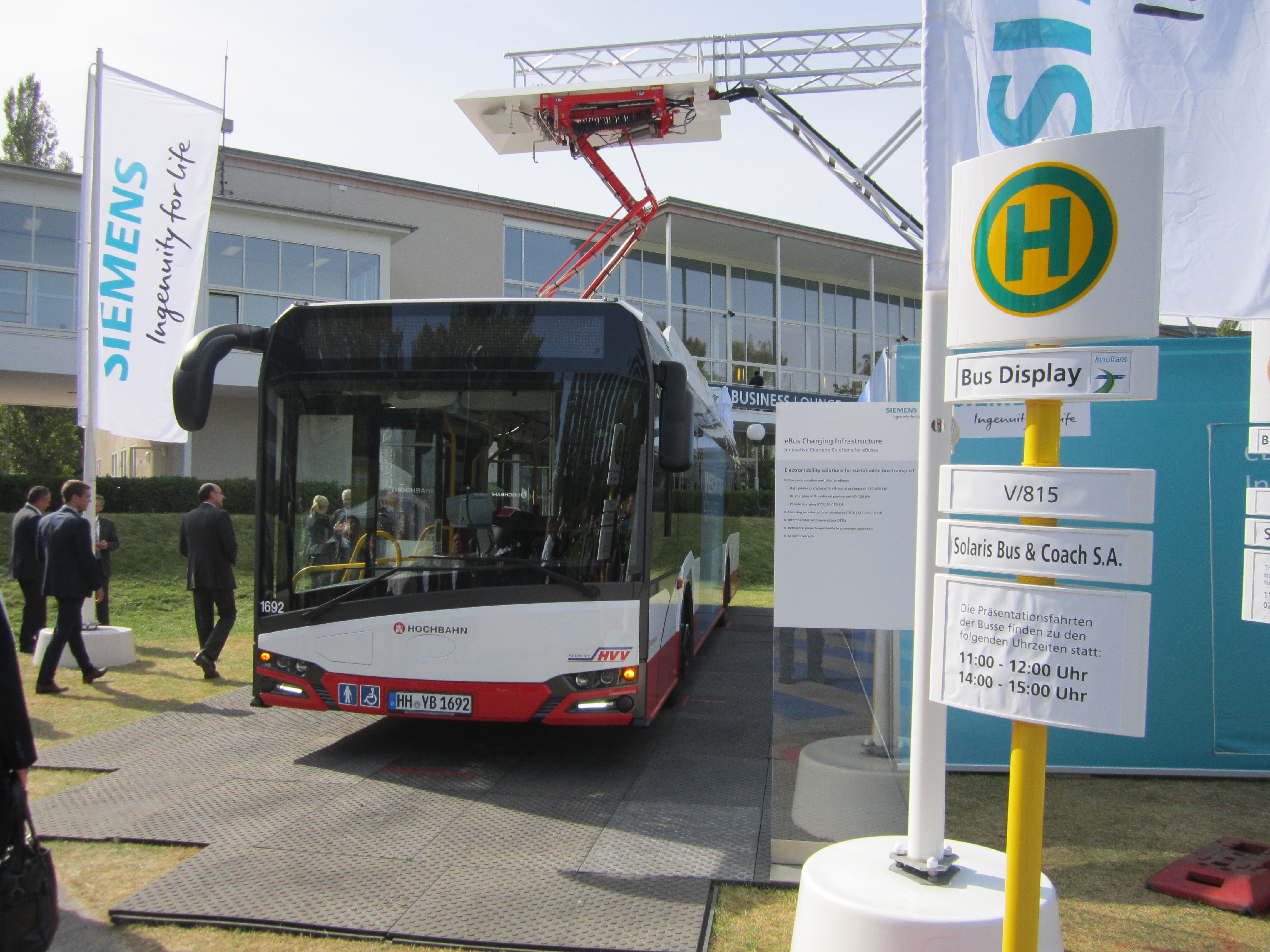
Hochbahn-Wagen 1692 auf der InnoTrans 2016 in Berlin. Erkennbar der quer verbaute Pantograph, der sich auf das Wagendach absenkt

Ebenfalls im neuen Solaris-Fahrzeugdesign wurden 2016 drei Urbino 12 electric für die Hamburger Hochbahn ausgeliefert. Die Fahrzeuge werden auf der Innovationslinie 109 (seit Dezember 2019 Metrobuslinie 19 Hauptbahnhof – U Alsterdorf) eingesetzt, wo neben diversen anderen Fahrzeugen mit emissionsarmen oder -freien Antriebskonzepten von Mercedes-Benz und Volvo auch schon die Gelenkversion Urbino 18 electric zum Einsatz kommt.
Geladen werden diese Batteriebusse an den bereits von den anderen Fahrzeugen der Innovationslinie genutzten Ladestationen an den Endhaltestellen. Dafür sind die Stationen mit einem quer zur Fahrtrichtung angebauten Einholmstromabnehmer ausgestattet, der sich während der Pausenzeit auf eine entsprechende Leiste im vorderen Dachbereich des Busses absenken kann.
Für einen Fahrgastwechsel sind die rund 12 Meter langen Wagen mit drei Doppeltüren ausgestattet.
Die Vorstellung in Hamburg fand am 17. August 2016 statt. Auch auf der InnoTrans 2016 wurde ein solcher Hochbahn-Solaris präsentiert.
2018 wurden für die in Hamburg geplante Umstellung der ÖPNV-Busflotte auf ausschließlich Elektrobusse zehn Busse des Modells Solaris Urbino 12 bestellt, von denen zwei ab Herbst 2018 zum Einsatz kommen. Die Anschaffungskosten pro Modell belaufen sich auf ca. 600.000 Euro.

### Frankfurt
Mit dem Fahrplanwechsel am 9. Dezember 2018 kommen auf der Buslinie 75 (U Bockenheimer Warte – Uni-Campus Westend – U Bockenheimer Warte) in Frankfurt am Main fünf Urbino 12 electric zum Einsatz, und die Linie wird damit zur reinen Elektrobuslinie.
Ein Elektrobus sei mit 500.000 Euro Anschaffungspreis etwa doppelt so teuer wie einer mit Dieselmotor. Dazu kommen Kosten für die Infrastruktur. 1,9 Millionen Euro hat die ICB für Fahrzeuge und Ladegeräte ausgegeben, das Land Hessen beteiligt sich mit rund 760.000 Euro. Durch den Einsatz der Busse werden pro Jahr etwa 200 Tonnen Kohlendioxid und 640 Kilogramm Stickstoff gespart.
Ab dem Jahr 2030 soll laut ehemaligem Oberbürgermeister Peter Feldmann der gesamte Frankfurter Nahverkehr ohne lokale Schadstoffemissionen erbracht werden.

### Mailand
Im Juli 2019 wurde mit dem Mailänder Verkehrsunternehmen ATM ein Rahmenvertrag über bis zu 250 Fahrzeuge abgeschlossen, die bis 2030 geliefert werden sollen. Die erste Tranche umfasst die Lieferung von 40 Fahrzeugen, die im Juni 2020 beginnen soll.
25 E-Busse befinden sich bereits im Einsatz.

### Freiburg
Seit Februar 2020 fahren zwei Urbino 12 electric bei der Freiburger Verkehrs AG im Pilotbetrieb. An der Endhaltestelle Europaplatz können die Busse mit 150 Kilowatt zwischengeladen werden. Die Versorgung der Schnellladestation erfolgt aus dem dort vorhandenen Oberleitungsnetz der Straßenbahn. Seit September 2022 sind weitere Urbino 12 electric u. a. auf der Linie 19 nach Lehen im Einsatz. Seit 2023 Fahren insgesamt 15 Urbino 12 electric in Freiburg.

### Aschaffenburg
Seit Mai 2022 verfügten die Stadtwerke Aschaffenburg über drei Solaris Urbino 12 electric. Im Vergleich zu den schon vier bestehenden Solaris Urbino III wurde bei den neuen Fahrzeugen auf die Außenspiegel verzichtet, und sie besitzen nur noch Spiegelkameras, für die das Personal eine spezielle Einweisung benötigt. Für die 5 Batterien mit einer Gesamtkapazität von 440 kWh wurde auf dem Betriebsgelände eine Ladestation mit 200 kW installiert um die rund 200 km langen Umläufe fahren zu können.

### Kassel
Nach einer europaweiten Ausschreibung der Kasseler Verkehrs-Gesellschaft über zwölf Elektrobusse erhielt Solaris die Bestellung für vier Solaris Urbino 12 electric und acht Solaris Urbino 18 electric. Die Busse wurden im Dezember 2023 geliefert. Die vier Nickel-Mangan-Cobalt-Akkumulatoren haben eine Kapazität von jeweils 88 Kilowattstunden. Die neue Ladeinfrastruktur baute SBRS auf.

## Auszeichnungen

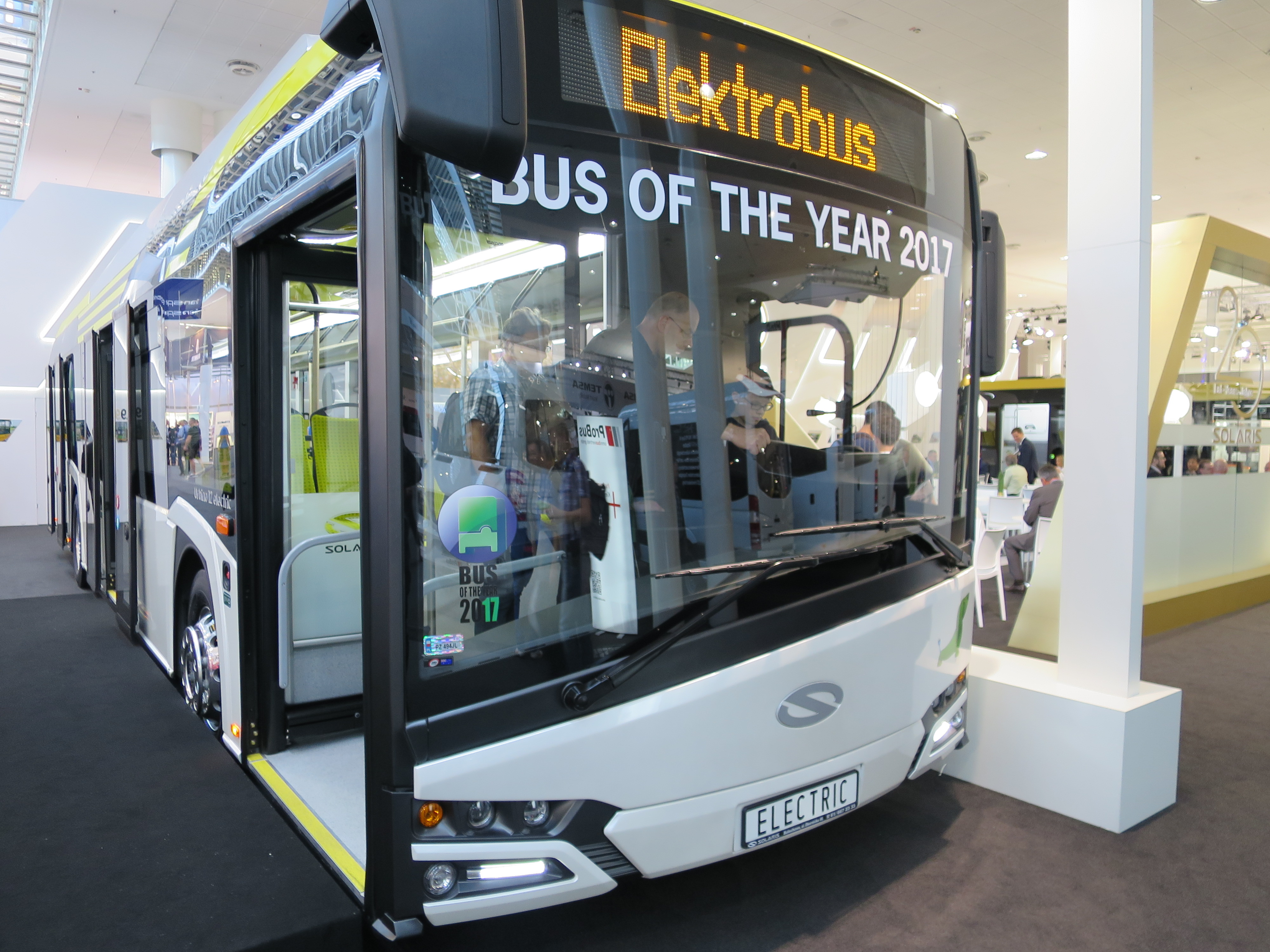
Das Siegerfahrzeug des Bus of the Year 2017 am Stand von Solaris auf der IAA Nutzfahrzeuge 2016

Auf der 66. IAA Nutzfahrzeuge, die vom 22. bis 29. September 2016 auf dem Messegelände Hannover stattfand, wurde der Urbino 12 electric als Bus of the Year 2017 ausgezeichnet.
Im vorausgehenden Wettbewerb hatte sich der batterieelektrische Solobus von Solaris gegen einen Gasbus von Mercedes-Benz und Batteriebusse von Van Hool, Irizar und Ebusco durchgesetzt. Neben messbaren Parametern wie Laufruhe, Fahrgeräusche, Anfahr- und Bremsverhalten flossen auch subjektive Eindrücke der Jurymitglieder in die Bewertung ein.

## Belege
1. ↑  Solaris mit erstem EBUS Award ausgezeichnet. Omnibusrevue vom 1. Oktober 2012, abgerufen am 20. Juni 2014.
2. ↑  Solaris Urbino electric gewinnt bei Batteriebussen – EBUS Award, goingelectric.de vom 1. Oktober 2012, abgerufen am 7. Februar 2019
3. ↑  Der erste Solaris-Elektrobus fährt in Braunschweig auf Linie. Solaris Bus & Coach vom 28. März 2013, abgerufen am 20. Juni 2014.
4. ↑  Krakau setzt auf Elektrobus von Solaris. Omnibusrevue vom 30. April 2014, abgerufen am 20. Juni 2014.
5. ↑  Rheinbahn erprobt wieder Batteriebusse. AG historischer Nahverkehr Düsseldorf vom 26. September 2014, abgerufen am 24. Februar 2014.
6. ↑  Zwei Elektrobusse an Düsseldorfer Rheinbahn übergeben. Vossloh Kiepe vom September 2014, abgerufen am 24. Februar 2015.
7. ↑  Geräuscharm und emissionsfrei. Busplaner vom 31. März 2014, abgerufen am 20. Juni 2014.
8. ↑  Dresdner Verkehrsbetriebe AG setzt auf Solaris-Elektrobus. (Memento vom 14. August 2014 im Internet Archive) Schaufenster Elektromobilität vom 11. Juli 2014, abgerufen am 14. August 2014.
9. ↑  DVB Elektromobilität. Internetauftritt der Dresdener Verkehrsbetriebe, abgerufen am 25. April 2015.
10. ↑  MZA w Warszawie podsumowało eksploatację autobusów elektrycznych. In: portalkomunalny.pl (polnisch)
11. ↑  Peter Neumann: Lautlos durch die Stadt. In: Berliner Zeitung, 2. Oktober 2014, abgerufen am 28. September 2014.
12. ↑  Bernd Matthies: Die BVG präsentiert ihre neuen Elektrobusse. In: Tagesspiegel. 1. Juli 2015 (Online).
13. 1 2  Datenblatt: Hannovers neuer Elektrobus: Der Solaris Urbino 12 E (PDF; 2,2 MB). Üstra, abgerufen am 9. Januar 2022.
14. ↑  Ramona Reichel: Wie der E-Bus zum üstraner wird. Üstra, 1. April 2016, abgerufen am 9. Januar 2022.
15. ↑  Hamburg bestellt die ersten 30 Elektrobusse. NDR, abgerufen am 2. Mai 2018.
16. ↑  https://www.journal-frankfurt.de/journal_news/Verkehr-77/Bunt-und-emissionsfrei-in-die-Zukunft-Frankfurt-stellt-Elektrobusse-vor-33128.html
17. ↑  Florian Leclerc: Die ersten E-Busse sind da. In: fr.de. 4. Januar 2019, abgerufen am 30. Januar 2024.
18. ↑  Mailand wählt Solaris als Lieferanten von bis zu 250 Elektrobussen! Abgerufen am 5. November 2019.
19. ↑  http://www.busmagazin.de/aktuelles/artikel/solaris-e-busse-fuer-mailand.html
20. ↑  E-Bus-Premiere auf Linie 27. Freiburger Verkehrs AG, 7. Februar 2020, abgerufen am 12. Februar 2020.
21. ↑  Ab September: Linien 11, 14, 19 und 24 werden zu E-Buslinien. Abgerufen am 1. September 2022.
22. ↑  Elektrische Stadtbusse gestalten Aschaffenburgs Zukunft. Stadtwerke Aschaffenburg, abgerufen am 13. September 2022.
23. ↑  Stefanie Küster: Warum Kassel für E-Busse eine Herausforderung ist. In: Hessenschau. 12. Oktober 2023, abgerufen am 30. Januar 2024.